# 丘魯普山
9°28′9″S 77°24′57″W / 9.46917°S 77.41583°W

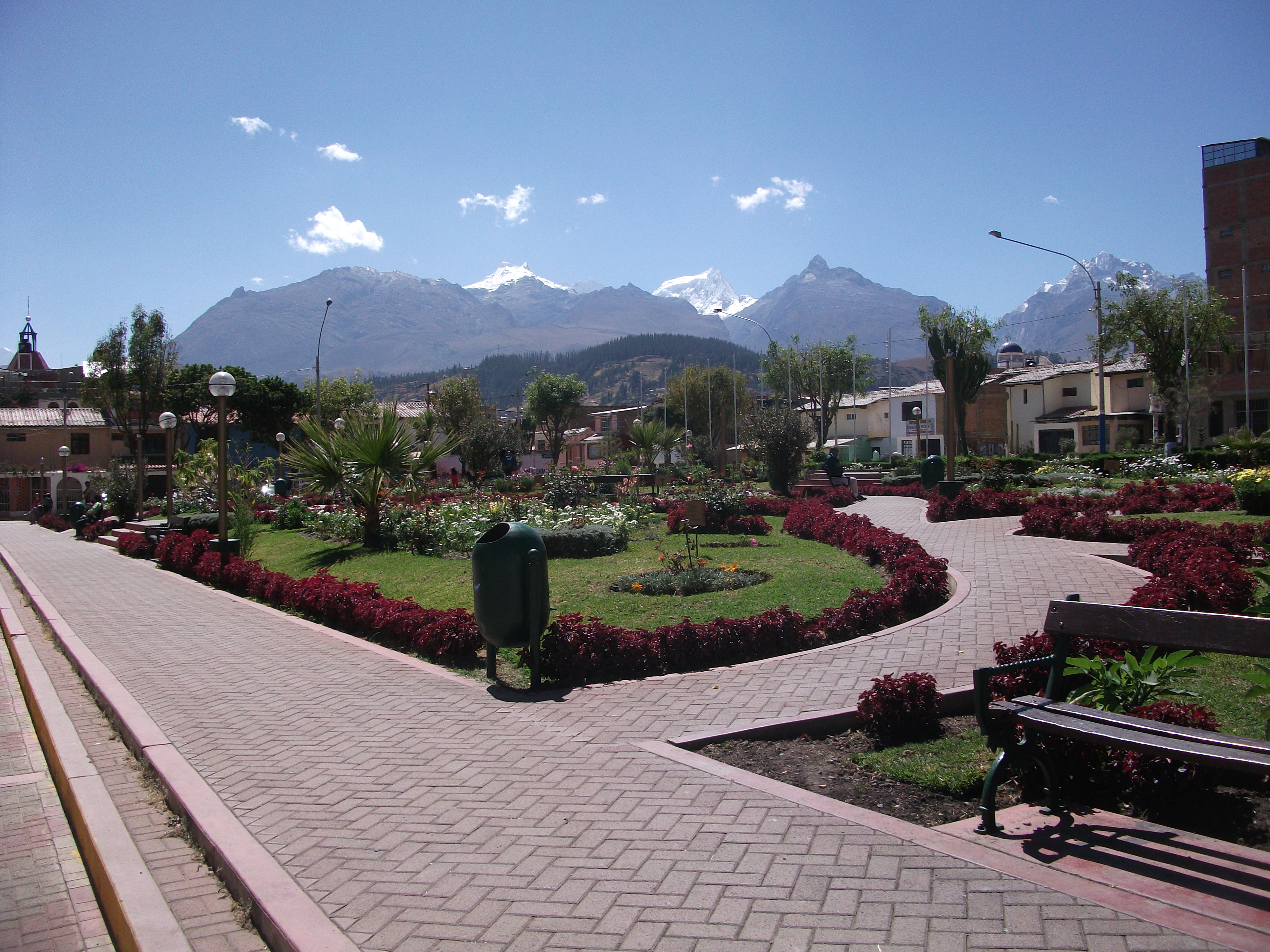

丘魯普山（西班牙語：Churup），是秘魯的山峰，位於該國北部安卡什大區，處於蘭拉帕爾卡山以南、里馬里馬山東南面和瓦馬什拉胡山西北面，屬於安第斯山脈中布蘭卡山脈的一部分，海拔高度5,493米。